# Batrisodes specus
Batrisodes specus är en skalbaggsart som beskrevs av Park 1951. Batrisodes specus ingår i släktet Batrisodes och familjen kortvingar. Inga underarter finns listade i Catalogue of Life.